# Paulo Carcasci
Paulo Eduardo Canovas Carcasci (São Paulo, 7 de janeiro de 1964) é um ex-piloto de automobilismo brasileiro que disputou a Fórmula 3000, em 1994, além de correr na Indy Lights e no automobilismo japonês.

## Carreira
Entre 1977 e 1984, Carcasci disputou campeonatos de kart, sendo um dos principais pilotos da modalidade no Brasil. Sua estreia profissional no automobilismo foi em 1985, na Fórmula Ford 1600, além de participar da última prova da EFDA Formula Ford Euroseries no mesmo ano, correndo ao lado de Bertrand Gachot, Damon Hill e Roland Ratzenberger, que chegariam mais tarde à Fórmula 1. Competiu também na F-Ford 2000 em 1986, ficando um ano parado antes de voltar às pistas em 1988, desta vez na prestigiada Fórmula 3 Britânica, onde participou de 5 etapas.
Esteve na Fórmula Renault Britânica em 1990, e chegou a ter seu nome lembrado para correr na equipe Life, que perdera o australiano Gary Brabham. Embora tivesse agradecido ao convite, Carcasci recusou a proposta, alegando que o carro não era competitivo. No ano seguinte foi correr na Fórmula 3 Japonesa, onde sagraria-se campeão em sua única temporada na categoria. Ainda em 1991, foi para a Fórmula Nippon, permanecendo até 1993.
Na Fórmula 3000, foi inscrito pela equipe Nordic Racing para disputar o GP de Portugal em 1994, mas não conseguiu completar a prova, abandonando-a por problemas elétricos. Em 1995 se afastou novamente das pistas, sendo novamente especulado na Fórmula 1, desta vez pela Forti-Corse, que ainda não definira quem seria o companheiro de Pedro Paulo Diniz no restante da temporada - Roberto Pupo Moreno, inicialmente, disputaria apenas os GPs do Brasil e da Argentina, porém o veterano teve a vaga assegurada logo após esta última. Regressou em 1996, agora pela Indy Lights. Carcasci disputou apenas a etapa de Long Beach, onde abandonou, e não conseguiu vaga no grid em Michigan, encerrando a carreira de piloto após disputar parte da Fórmula 3 Mexicana.

## Carreira de empresário
Em 2001, Carcasci abriu a One Sports Management, empresa que gerencia pilotos. Entre os pilotos que empresariou, destacam-se Antonio Pizzonia, Luciano Burti e Lucas Di Grassi. Até 2015, organizava o Super Kart Brasil, firmando uma parceria com a Koiranen GP. No mesmo ano, assinou com a Draco Racing para ser o coach de André Negrão.

## Links
- Estatísticas de Paulo Carcasci - DriverDB.com